# August Schirmer (Politiker, 1905)

August Schirmer

August Schirmer (* 16. Juni 1905 in Celle; † 30. Oktober 1948 ebenda) war ein deutscher Architekt, Bauingenieur, Hauptstellenleiter im Amt Rosenberg sowie Mitglied des Reichstags.

## Leben und Wirken
Schirmer besuchte ein Gymnasium in Celle und studierte an der Technischen Hochschule Hannover Architektur. Nach dem 1929 erfolgten Studienabschluss war er als Bauführer beim Preußischen Hochbauamt in Torgau tätig. Von 1930 bis 1933 war er wissenschaftlicher Assistent an der Technischen Hochschule in Hannover. Ab dem Wintersemester 1935/36 führte er als Dozent, ebenso wie Joachim Mrugowsky, an der Technischen Hochschule Hannover Veranstaltungen zum Thema „Politisch Weltanschauliche Erziehung“ durch, in denen so genannte „erbbiologische Fragestellungen“ behandelt wurden.
Im Mai 1929 trat er dem Nationalsozialistischen Deutschen Studentenbund (NSDStB) und im Februar 1930 der NSDAP bei. In Hannover war er ab Anfang Februar 1930 Landesleiter des Kampfbundes für deutsche Kultur (KfdK). Ab Juli 1933 fungierte er innerhalb der Partei als Gauschulungsleiter sowie Gaukulturwart im Gau Süd-Hannover-Braunschweig. Ab Juli 1934 war Schirmer durchgehend Mitglied des nationalsozialistischen Reichstags. Er löste im Juli 1934 Ernst Röhm für dem Reichswahlvorschlag ab und wurde im März 1936 für den Wahlkreis 20 (Köln-Aachen) und im April 1938 für den Wahlkreis 6 (Pommern) gewählt.
Beim „Beauftragten des Führers für die gesamte geistige und weltanschauliche Erziehung der NSDAP“, dem Parteiideologen Alfred Rosenberg, war Schirmer ab dem 1. November 1935 als Hauptstellenleiter tätig. Durch Schirmer gingen „das Archiv und die Bücherei des Welt-Dienstes durch Schenkung des […] Fleischhauer“ offiziell an das Amt Rosenberg über. Schirmer wurde formell Herausgeber der antisemitischen Zeitschrift Welt-Dienst. Die Redaktion der Zeitschrift firmierte im Amt Rosenberg ab 1938 als Amt Juden- und Freimaurerfragen, dem Schirmer vorstand.
Am 22. Juli 1940 eröffnete Schirmer, der als „Spezialist“ in Fragen des Judentums und der Freimaurerei galt, das neu errichtete „Amt Westen“ des Einsatzstabes Reichsleiter Rosenberg in Paris im Hotel Commodore auf dem Boulevard Haussmann in der Avenue d’Iéna Nr. 54. Damit war das Amt, das unter der Leitung von Georg Ebert stand, einsatzfähig. Bereits am 28. Juli trafen zwei Waggons mit Musikinstrumenten aus Paris Richtung „Amt Musik“ in Berlin ein. Auch Wilhelm Grau, den Schirmer zusammen mit Gotthard Urban bereits Ende 1938 bezüglich der Errichtung des Instituts zur Erforschung der Judenfrage aufgesucht hatte, begann fortan mit seiner Tätigkeit in Paris.
Das, wie der Historiker Reinhard Bollmus konstatierte, „eher bedeutungslose“ Amt Juden- und Freimaurerfragen wurde 1942 in das Hauptamt Überstaatliche Mächte des Amtes Rosenberg unter der Leitung von Hans Hagemeyer eingegliedert. Nach der Eingliederung leistete Schirmer ab dem 15. März 1942 Kriegsdienst bei der Wehrmacht. Am 9. September 1942 wurde er in Russland durch einen Kopfschuss verwundet. Seine Ablösung als Herausgeber des Welt-Dienstes erfolgte im September 1943, nachdem er unter Betrugsverdacht geraten war und ihm ferner „charakterliche Mängel“ attestiert wurden. Ihm wurde vorgeworfen, sich eine in Paris beschlagnahmte Briefmarkensammlung privat angeeignet zu haben. Beides war jedoch eine Intrige. Er blieb bis zu seinem Tode arbeitsunfähig, wurde aber 1945 interniert. Nach seiner Entlassung im Frühjahr 1948 wohnte er in Celle.
Schirmer starb am 30. Oktober 1948 in Celle an den Folgen seiner Kriegsverletzung. Er wurde auf der Kriegsgräberstätte, welche vom Volksbund hergerichtet wurde, auf dem Stadtfriedhof in Celle bestattet.